# Савицкас, Видмантас
Видмантас (Видас) Савицкас (лит. Vidmantas Savickas; 13 марта 1970, Шяуляй) — советский и литовский футболист, защитник.

## Биография
Начал выступать в соревнованиях мастеров в 1989 году в вильнюсском «Жальгирисе». Дебютный матч за команду сыграл 7 мая 1989 года в Кубке Федерации против тбилисского «Динамо», а в высшей лиге — 22 сентября 1989 года против киевского «Динамо». Всего провёл 2 матча в высшей лиге СССР, а также 2 игры в Кубке страны и одну — в Кубке Федерации.
После выхода литовских команд из чемпионата СССР продолжил играть за «Жальгирис» в чемпионате Прибалтики, где провёл 22 матча (4 гола) и стал со своим клубом победителем турнира. В финальном турнире чемпионата Литвы 1990 года сыграл 2 матча и стал бронзовым призёром. В сезонах 1991 и 1991/92 в составе «Жальгириса» становился чемпионом Литвы.
С 1992 года в течение почти десяти лет выступал в низших дивизионах Германии за клубы «Марсберг», «Захсен» (Лейпциг), «Клоппенбург», «Пфеддерсхайм» (Вормс), «Хольштайн» (Киль). В промежутках играл в высшей лиге Литвы за «Панерис», «Экранас», «Инкарас».
После возвращения из Германии много лет играл в низших лигах Литвы за «Утенис». В сезоне 2002 года выступал в высшей лиге за «Инкарас», был играющим тренером клуба. В конце карьеры играл в первой лиге за «Тракай». Также выступал в соревнованиях по мини-футболу и турнирах ветеранов.
Окончил Вильнюсский университет, факультет управления и делового администрирования (2003), впоследствии занимался бизнесом. В 2015 году избран в городской совет Паневежиса.

## Личная жизнь
Супруга Йоланта, дочери Роберта и Моника.